# Villeneuve-d'Entraunes
Villeneuve-d'Entraunes é uma comuna francesa na região administrativa da Provença-Alpes-Costa Azul, no departamento Alpes Marítimos. Estende-se por uma área de 28,2 km², com  (Villeneuvois) 73 habitantes, segundo os censos de 1999, com uma densidade de 2 hab/km².